# علي بن الحسين بن علي بن حنظلة
علي بن الحسين بن علي بن حنظلة كان الداعي المطلق الطيبي الإسماعيلي العاشر في اليمن، من عام 1284 حتى وفاته عام 1287.
كان ابنًا للحسين، المأذون (النائب الأكبر) لسلفه، الداعي التاسع، واسمه أيضًا علي بن الحسين، وحفيد الداعي السادس، علي بن حنظلة. كان علي وجده من بني همدان وكانا الوحيدين الذين كسرا احتكار أسرة قريش بني الوليد لمنصب الداعي المطلق خلال القرن الثالث عشر. وخلفه فرد من بني الوليد، وهو إبراهيم بن الحسين.